# Dani u tjednu
U hrvatskom jeziku dani u tjednu su:
- ponedjeljak
- utorak
- srijeda
- četvrtak
- petak
- subota
- nedjelja

Subota i nedjelja se uobičajeno nazivaju vikendom i dani su za odmor u većini zapadnih kultura. Ostalih pet dana su poznati kao radni dani. Petak je dan odmora u muslimanskim zemljama, a subota u Izraelu, gdje, po Bibliji, od zalaska sunca u petak do zalaska sunca u subotu je Sabat.